# Fornicia chalcoscelidis
Fornicia chalcoscelidis är en stekelart som beskrevs av Wilkinson 1936. Fornicia chalcoscelidis ingår i släktet Fornicia och familjen bracksteklar. Inga underarter finns listade i Catalogue of Life.